# Замок Аптон
Замок Аптон (англ. Castle Upton) — один із замків Ірландії. Розташований в селищі Темплпатрік, в графстві Антрім, Північна Ірландія.

## Особливості архітектури
Одна сторона головної вулиці селища Темплпатрік являє собою стіну замку Аптон, що була збудована у XVIII столітті. Стіну розтинають великі укріплені ворота в центрі селища, шлях від яких веде до замку. Ядром замку Аптон є вежа. Вежа будувалась як резиденція командора лицарів ордену святого Іоанна (госпітальєрів). Товщина стін вежі більше п'яти футів. Основна частина будівлі була створена в 1611 році сером Робертом Нортоном. Замок деякий час був відомий як замок Нортон.
Однією з найбільш примітних особливостей цього замку є крило Адама, яке потім було реконструйовано. Це крило тепер містить бенкетну залу, в якій був побудований мармуровий камін в італійському стилі. Власники цього замку використали для побудови замку елементи і конструкції замку Даунхілл, що в графстві Деррі. Нині власниками замку Аптон є Денні Кінаган та його дружина.

## Історія замку Аптон
Замок був придбаний в 1625 році капітаном Генрі Аптоном, що став депутатом парламенту від Каррікфергус в 1634 році і перейменував замок. Один із блоків замку був побудований з точних архітектурних копій нині знесеного старого рибного ринку Лейт, що недалеко від Единбургу, Шотландія.
Родинний мавзолей Темплтаун та Аптон охороняється як пам'ятка історії та архітектури і нині відкритий для відвідувачів. Багаті віконти і барони Темплтаун поховані там. Мавзолей був побудований у вигляді тріумфальної арки Робертом Адамом, що також розширив замок в 1783 році.
У замку в даний час проживає родина Кінаган. Замок придбав Роберт Кінаган у 1960 році. Замок був відреставрований Кароль Кінаган. Біля замку є старовинне кладовище. Там збереглися молили Вільяма Орра (лідера ірландського повстання під проводом «Об'єднаних ірландців»), Джозіаса Велша — онука Джона Нокса — шотландського релігійного реформатора.
Цей замок відомий тим, що він є головним місцем весілль в Північній Ірландії. Замок має ліцензію на релігійні церемонії на додаток до цивільних шлюбів і може вмістити до 100 гостей. Замок Аптон має багато доглянутих садів, які ідеально підходять для весільних фотографій або подій.
Замок Аптон в минулому розміщував багато художніх виставок і багато людей відвідували замок тільки заради цих виставок. На одній із таких виставок була велика варіація мистецтва в багатьох стилях. були представлені національні та іноземні художники, на додаток до живопису були виставлені скульптури. Художники, що виставлялись на одній із таких виставок: Барбара Аллен, Хайді Вікман, Дедр МакКіббін, Кевін Алінан. Виставлялись картини різних стилів і напрямків живопису — від абстрактного мистецтва до реалізму.
Хоча цей замок стоїть в сільській місцевості, він розташований всього в декількох хвилинах їзди — в 12 милях від Белфаста.